# Mexilhoeira Grande

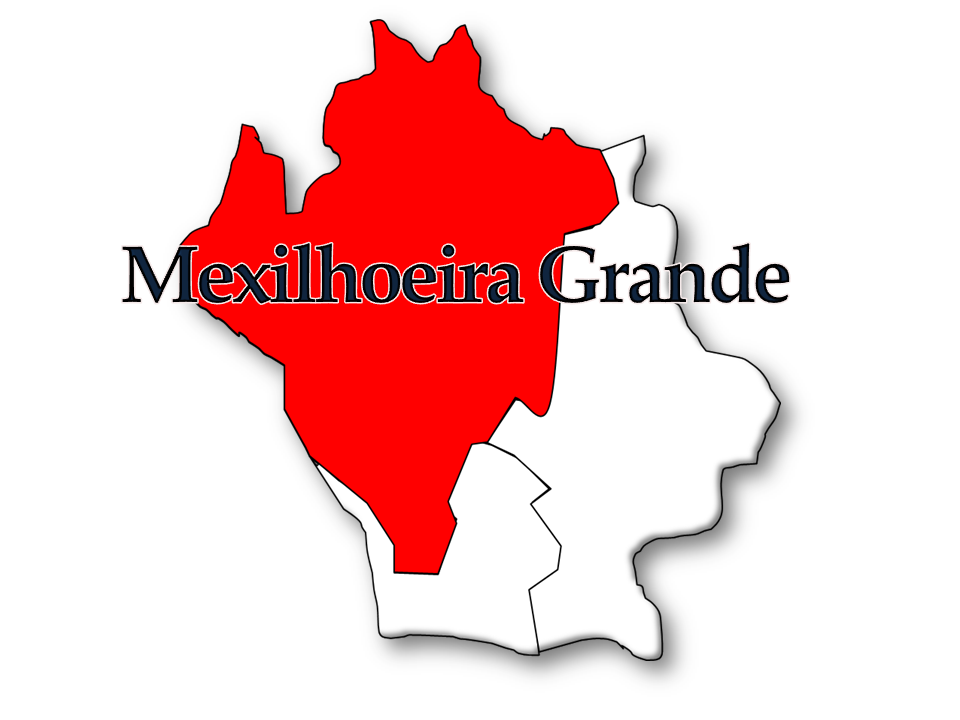
Localização da Freguesia de Mexilhoeira Grande no Município de Portimão

Mexilhoeira Grande é uma vila portuguesa sede da Freguesia de Mexilhoeira Grande do Município de Portimão, freguesia com 88,41 km² de área e 4313 habitantes (censo de 2021), tendo, assim, uma densidade populacional de 48,8 hab./km².
A Freguesia de Mexilhoeira Grande limita com as seguintes freguesias: Monchique (N), Portimão (E), Alvor (S), Odiáxere (O), Bensafrim (O) e Marmelete (NO).
A povoação de Mexilhoeira Grande foi elevada à categoria de vila em 1999. Situada a Norte de Portimão, a Mexilhoeira Grande, terra de cariz rural, com casario de cor branca, trilhada por ruelas, tem no artesanato tradicional e na agricultura as actividades principais das suas gentes.
É também nesta freguesia que se situa o Autódromo Internacional do Algarve. Situa-se numa zona de campo, a cerca de 6 km a norte do centro da freguesia. O acesso faz-se a partir duma variante da EN125. É servida por uma estação na Linha do Algarve.

## Demografia
A população registada nos censos foi:

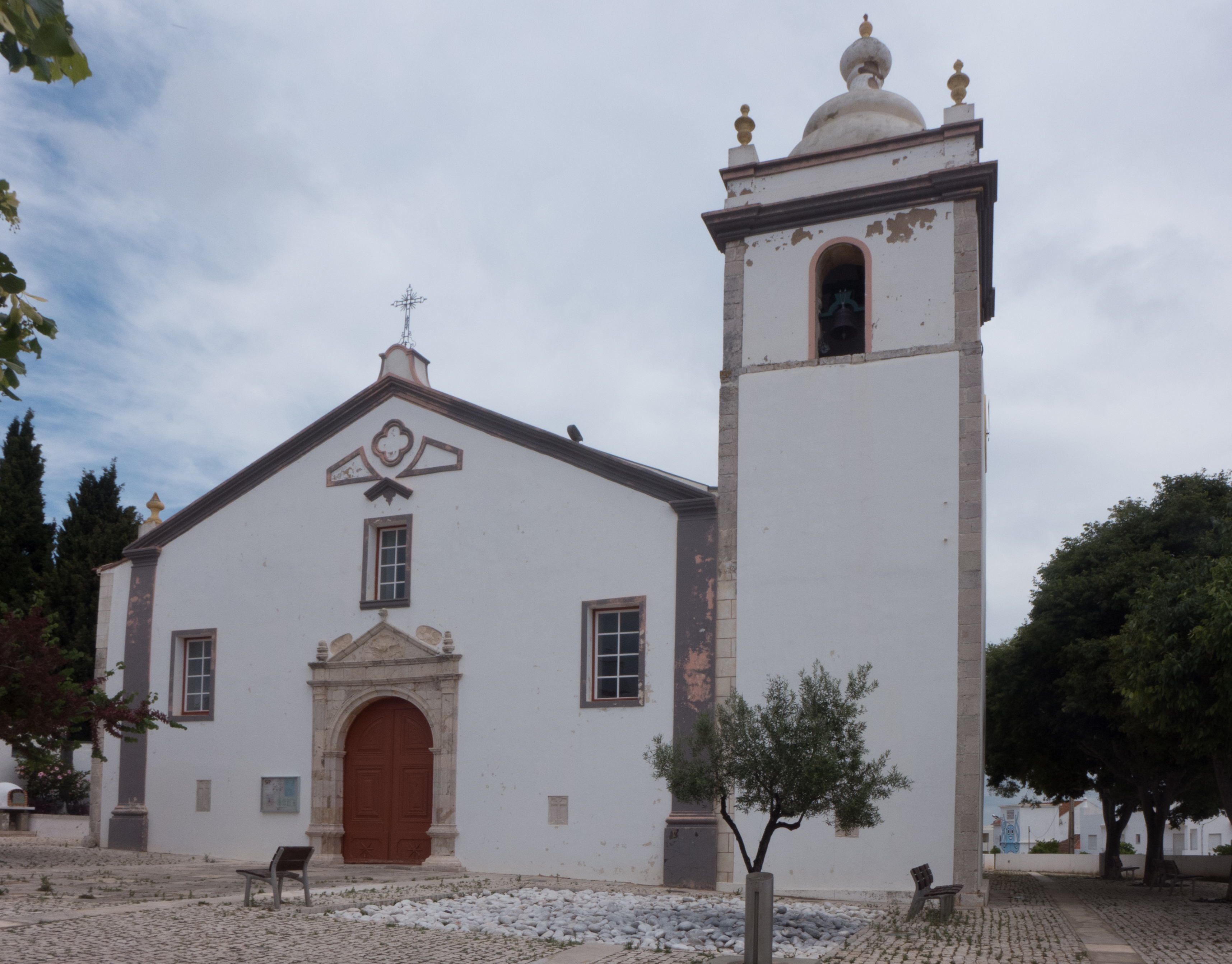
Igreja Paroquial de Mexilhoeira Grande

| Distribuição da População por Grupos Etários | Distribuição da População por Grupos Etários | Distribuição da População por Grupos Etários | Distribuição da População por Grupos Etários | Distribuição da População por Grupos Etários |
| -------------------------------------------- | -------------------------------------------- | -------------------------------------------- | -------------------------------------------- | -------------------------------------------- |
| Ano                                          | 0-14 Anos                                    | 15-24 Anos                                   | 25-64 Anos                                   | > 65 Anos                                    |
| 2001                                         | 467                                          | 408                                          | 1876                                         | 847                                          |
| 2011                                         | 532                                          | 353                                          | 2130                                         | 1014                                         |
| 2021                                         | 596                                          | 353                                          | 2148                                         | 1216                                         |

## História
O território correspondente à freguesia da Mexilhoeira Grande foi ocupado desde tempos muito remotos, tendo sido encontrados vestígios pré-históricos em Alcalar, que começou a ser habitada entre o quarto e terceiro milénio a.C.. Este local foi escolhido devido aos vastos recursos da região, que incluía a Ria de Alvor e as ribeiras da Torre, do Arão e do Farelo, permitindo o desenvolvimento da agricultura, pastorícia, pesca, moagem, olaria e metalurgia, entre outras funções económicas. A riqueza a que chegou a comunidade de Alcalar evidencia-se pela presença de grandes monumentos funerários, classificados como Monumento Nacional.
A presença humana prosseguiu depois ao longo do período romano, tendo na zona da Abicada sido descobertas as ruínas de uma villa ocupada entre os séculos II a IV d.C., que atingiu um grande nível de prosperidade, como se pode constatar pelos ricos pavimentos em mosaicos multicolores.
Outros marcos importantes na vila foram a construção da Igreja Matriz nos princípios do século XVI, e da Igreja da Misericórdia na transição para o século XVII. No século XVIII foi instalada a Capela da Senhora dos Passos, na vila de Mexilhoeira Grande, e o Eremitério dos Pegos Verdes, na então freguesia da Senhora do Verde. Em 1836 foi extinta a freguesia de Senhora do Verde, cuja área foi integrada nas freguesias em redor.
Em 30 de Julho de 1922 foi inaugurada a linha férrea entre Portimão e Lagos, onde se insere a estação ferroviária da Mexilhoeira Grande
Num artigo do jornal Diário Popular de 6 de Dezembro de 1976 sobre as eleições autárquicas de 1976 no Algarve, destacou-se a Mexilhoeira Grande como um dos casos mais interessantes na região. Na freguesia foi organizada uma lista independente com representantes das aldeias de Pereira, Arão, Poio, Senhora do Verde e Figueira, que tinha como finalidade «dinamizar as populações e apoiar iniciativas de carácter popular» e exigir «comunicações e transportes às populações dos meios rurais; electrificação dos aglomerados rurais e protecção nos seus mais candentes problemas», tendo sido responsável pela organização de três cooperativas. Criticou-se igualmente a forma como eram recolhidos os votos nos pontos mais remotos da freguesia, através da intervenção dos sacerdotes locais: «O padre daqui vai para as escolas e sítios recônditos, leva um boletim de voto e diz às populações que nós temos como sigla um X, mas é o mesmo que ter uma foice e martelo, explorando desta forma a ignorância das populações. Mas estas não se mostram muito satisfeitas, porque sabem que o padre nunca fez nada por elas».
Em 2008 foi inaugurado o Autódromo Internacional do Algarve, situado na área do Descampadinho.

## Património
- Autódromo Internacional do Algarve
- Capela da Senhora dos Passos ou Capela de Nosso Senhor dos Passos e anexos
- Eremitério dos Pegos Verdes
- Estação romana da Quinta da Abicada
- Igreja de Nossa Senhora do Verde
- Igreja da Santa Casa da Misericórdia de Mexilhoeira Grande
- Igreja Paroquial de Mexilhoeira Grande
- Monumentos de Alcalar ou Conjunto pré-histórico de Alcalar
- Ponte Ferroviária do Farelo
- Ria de Alvor, um sítio Natura 2000